# Кафтанка
Кафта́нка — посёлок в Приволжском районе Астраханской области, входит в состав Килинчинского сельсовета. Наименее населённое поселение на территории района.

## География
Посёлок расположен в центральной части Приволжского района на берегу ерика Кафтаник между реками Болда и Сухой Рычан. 
Уличная сеть состоит из двух географических объектов: ул. Придорожная.
Расстояние до Астрахани по прямой составляет 20 километров (до центра города), до районного центра села Началово — 9 километров, до центра сельсовета села Килинчи — 4 километров.

## История
В 1969 году Указом Президиума Верховного Совета РСФСР посёлок фермы № 2 колхоза имени 20-го партсъезда переименован в Кафтанка.

## Население
| 2002 | 2010 |
| ---- | ---- |
| 3    | ↗31  |

### Национальный состав
Около 67 % населения составляют этнические казахи.

## Инфраструктура
Было развито коллективное сельское хозяйство. Действовала ферма колхоза имени 20-го партсъезда.

## Транспорт
Посёлок связан с Астраханью и Началовым одним маршрутом пригородных автобусных перевозок. Два раза в день с центрального астраханского автовокзала отправляется автобус в село Тишково Володарского района, проходящий через Кафтанку. Этот маршрут также связывает её с тремя другими населёнными пунктами Килинчинского сельсовета — Килинчами, Кинелле и Чилимным.